# Alfred Hofbauer
Alfred Henryk Hofbauer, ps. „Brzoza” (ur. 3 czerwca 1894 w Drohobyczu, zm. 20 września 1940 we Freisingu) – major piechoty Wojska Polskiego, działacz niepodległościowy.

## Życiorys
Urodził się w Drohobyczu, ówczesnym mieście powiatowym Królestwa Galicji i Lodomerii, w rodzinie Ferdynanda i Julii. Absolwent seminarium nauczycielskiego w Samborze. W latach 1912–1914 był członkiem Związku Strzeleckiego. W sierpniu 1914 wstąpił do Legionu Wschodniego.
Od 15 marca 1915 do 30 sierpnia 1916 służył w 5. kompanii II baonu 3 pułku piechoty. 22 czerwca 1916 pod Gruziatynem został ranny. Od 10 lipca 1916 leczył się w Szpitalu Czerwonego Krzyża w Radomiu. Od 1 marca 1918 służył w Polskiej Siły Zbrojnej. Uczestniczył w kursie Szkoły Podoficerskiej.
Do Wojska Polskiego został przyjęty z byłych Legionów Polskich. Od 25 października 1918, w stopniu sierżanta, pełnił służbę w Komendzie Twierdzy Modlin. 15 marca 1919 został przeniesiony do 4 pułku piechoty na stanowisko dowódcy plutonu. 1 kwietnia tego roku został mianowany podporucznikiem. Od 10 sierpnia dowodził 7. kompanią na froncie bolszewickim. 10 marca 1920 został dowódcą 5. kompanii. 18 maja 1920 został przeniesiony do 24 pułku piechoty, w którym od 17 czerwca dowodził 8. kompanią.
21 października 1922 został przeniesiony do 80 pułku piechoty w Słonimie.
27 stycznia 1930 został mianowany majorem ze starszeństwem z 1 stycznia 1930 i 91. lokatą w korpusie oficerów piechoty. W marcu tego roku został przeniesiony do 31 pułku Strzelców Kaniowskich w Sieradzu na stanowisko obwodowego komendanta Przysposobienia Wojskowego, a w czerwcu na takie samo stanowisko w 28 pułku Strzelców Kaniowskich w Łodzi. W marcu 1932 został przesunięty na stanowisko dowódcy batalionu. W czerwcu 1934 został przeniesiony do Powiatowej Komendy Uzupełnień Kraśnik na stanowisko komendanta. 1 września 1938 dowodzona przez niego jednostka została przemianowana na Komendę Rejonu Uzupełnień Kraśnik, a zajmowane przez niego stanowisko otrzymało nazwę „komendant rejonu uzupełnień”. Obowiązki komendanta rejonu uzupełnień wykonywał również w 1939.
W czasie kampanii wrześniowej dostał się do niemieckiej niewoli. Początkowo przebywał w Stalagu XIII A. 25 stycznia 1940 został przeniesiony do Oflagu VII C Laufen, a 27 maja tego roku do Oflagu VII A Murnau. Zmarł 20 lub 26 września 1940 w szpitalu rezerwowym I Freising. Został pochowany na cmentarzu św. Jerzego.

## Ordery i odznaczenia
- Krzyż Niepodległości – 12 maja 1931 „za pracę w dziele odzyskania niepodległości”[10]
- Krzyż Walecznych trzykrotnie[11] (po raz pierwszy „za czyny orężne w bojach byłego 3 pułku piechoty Legionów Polskich”[12])
- Złoty Krzyż Zasługi – 1938 „za zasługi na polu pracy społecznej”[13]